# الکساندروپولیس مایدیکا
الکساندروپولیس در منطقهٔ تراکیانی مایدی‌ها، نخستین شهری بود که اسکندر کبیر در سال ۳۴۰ ق م پس از شکست دادن قبیلهٔ محلی تراکیان بنا کرد (الکساندروپولیس بر وزن فیلیپوپولیس، شهری در تراکیه که فیلیپ دوم مقدونی، پدر اسکندر، بنا کرد). اسکندر در آن زمان نایب‌السلطنهٔ مقدونیه بود. او بومیان آنجا را اخراج کرد و جمعیتی مختلط را در آن اسکان داد. این واقعیت که مکان دقیق بنای الکساندروپولیس را نمی‌دانیم، مبین این نکته است که احتمالاً شورشی از جانب مردم تراکیان سبب شده این شهر به‌کلی از تاریخ حذف شود. به عقیدهٔ ویلیام وودتروپ تارن، الکساندرپولیس یک کولونی نظامی بوده و شهر نبوده‌است.